# Hamburg (Illinois)
Hamburg es una villa ubicada en el condado de Calhoun en el estado estadounidense de Illinois. En el Censo de 2010 tenía una población de 128 habitantes y una densidad poblacional de 75,34 personas por km².

## Geografía
Hamburg se encuentra ubicada en las coordenadas 39°13′57″N 90°42′56″O / 39.23250, -90.71556. Según la Oficina del Censo de los Estados Unidos, Hamburg tiene una superficie total de 1,7 km², de la cual 1,35 km² corresponden a tierra firme y (20,43%) 0,35 km² es agua.

## Demografía
Según el censo de 2010, había 128 personas residiendo en Hamburg. La densidad de población era de 75,34 hab./km². De los 128 habitantes, Hamburg estaba compuesto por el 93,75% blancos, el 0,78% eran afroamericanos, el 0% eran amerindios, el 2,34% eran asiáticos, el 0% eran isleños del Pacífico, el 2,34% eran de otras razas y el 0,78% pertenecían a dos o más razas. Del total de la población el 3,13% eran hispanos o latinos de cualquier raza.